# Parafia Matki Bożej Nieustającej Pomocy w Skarżysku-Kamiennej
Parafia Matki Bożej Nieustającej Pomocy w Skarżysku-Kamiennej – rzymskokatolicka parafia w Skarżysku-Kamiennej, należąca do dekanatu skarżyskiego w diecezji radomskiej.

## Historia
Początki duszpasterstwa w osiedlu sięgają 1957, gdy z inicjatywy bpa Piotra Gołębiowskiego rozpoczęto w prywatnym domu sprawować nabożeństwa. 8 grudnia 1957 przybyli tu ojcowie redemptoryści, którzy adaptowali ów dom na kaplicę pw. Matki Bożej Nieustającej Pomocy. Od 1969 posiadała ona status kaplicy publicznej – rektoralnej. Kaplica była rozbudowywana i restaurowana. Parafia została erygowana 1 maja 1981 przez bpa Edwarda Materskiego.

## Kościół
Kościół pod wezwaniem Matki Bożej Nieustającej Pomocy w Skarżysku-Kamiennej został wybudowany w latach 80. XX wieku, według projektu arch. Jerzego Reczko i konstruktora Zbigniewa Żuchowicza z Warszawy. Poświęcił go w 1997 bp Edward Materski. Jest zbudowany z kamienia i cegły.

## Terytorium
Na obszarze parafii leżą ulice: Dygasińskiego, Dzielna, Harcerska, Hubala, Iglasta, Jodłowa, Kilińskiego, Krakowska (nr 9-89), Nowa, Orzeszkowej, Partyzantów, Sosnowa, 17 Stycznia, Świerkowa, Walecznych, Wojska Polskiego, Wrzosowa, Zbrojna, Zwycięzców, Żytnia (nr 85-87).

## Proboszczowie
- 1981–2002 – o. Jan Skórka
- 2002–2004 – o. Jerzy Wesołowski
- 2004–2008 – o. Marian Krakowski
- 2008–2015 – o. Stanisław Nowak
- 2015–2019 – o.Tomasz Jaworczak
- 2019–2023 – o. Marcin Klamka
- 2023– o. Łukasz Wójcik